# Alice Thorlacius
Alice Thorlacius (født 18. oktober 1949) er en dansk skuespiller.
Thorlacius er uddannet fra Skuespillerskolen ved Aarhus Teater.
Hun fik sin som Esther i Victor samme sted og har desuden medvirket i Trold kan tæmmes, som blev opsat i 1991 på Det Danske Teater.

## Filmografi
- Slingrevalsen (1981)
- Isfugle (1983)
- TAXA (1997-1999)